# クリームティー

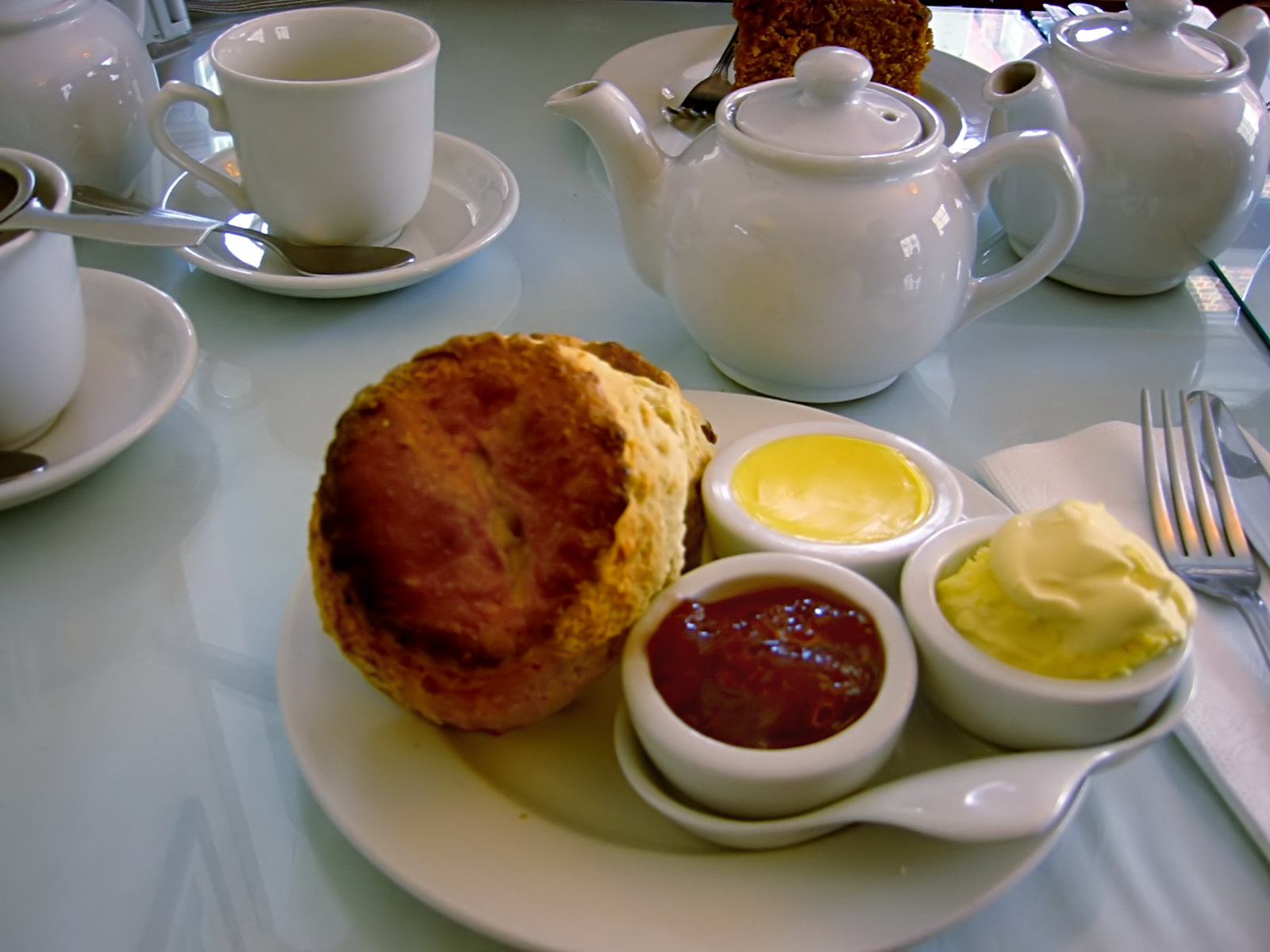
スコーンとクロテッドクリーム、バター、イチゴジャムのクリームティー

クリーム・ティー(Cream Tea)は、英国等の喫茶習慣、アフタヌーンティーの一種。基本は紅茶とスコーンのセットで、クロテッドクリームとジャムが添えられる。
スコーンの他にキュウリサンドイッチや小さいケーキなどが添えられたものもあるが、アイテムが増えると次第にアフタヌーンティーに近いものになる。
ジャムは通常イチゴジャムであるが、マーマレードや蜂蜜等が使用されることもある。多くの場合、クロテッドクリームはかなり多量につけて食べる。クロテッドクリームとバターを併用したり、また特にクロテッドクリームの入手が困難などの理由で、クロテッドクリームを使用せずバターで代用する例もある。
米国など他の国ではデヴォンシャー・ティーとも称される。この名は英国南西部デヴォン州がクロテッド・クリームの名産地であることに由来する。ちなみに、デヴォン州は英国最大の乳牛飼育地域である。